# Macskagyökér
A macskagyökér (Valeriana) a mácsonyavirágúak (Dipsacales) rendjébe és a loncfélék (Caprifoliaceae) családjába tartozó nemzetség. Világszerte mintegy 250, Európában 20, Magyarországon 4 faja él.

## Ismertebb fajok Magyarországon

### Orvosi macskagyökér
Az orvosi macskagyökér (Valeriana officinalis) nyirkos talajt kedvelő, akár 1,5 m magasra is növő, évelő, lágy szárú növény. Élőhelye Európa és Nyugat-Ázsia, 2000 m tengerszint feletti magasságig. Május-júliusban virágzik, hímnős, rózsaszínű vagy fehér virágokat bont bogas virágzatban. A virág szimmetriája lehet sugaras, vagy enyhén kétoldali részarányos, akár egyazon virágzaton belül is. A három porzó hozzánőtt az öt cimpájú forrt párta csövéhez. Levelei páratlanul szárnyasan összetettek, a levélkék száma 6-15, a csúcsi levélke mérete a többiével azonos.
Magyar nevét onnan kapta, hogy barna gyöktörzsének átható illata erős, izgató hatással van a macskákra, akik a növényhez dörgölőzve "kábulatba" esnek, illetve szívesen elfogyasztják a gyökerét. Egyes macskák kifejezetten "függővé" válnak.

#### Bodzalevelű macskagyökér

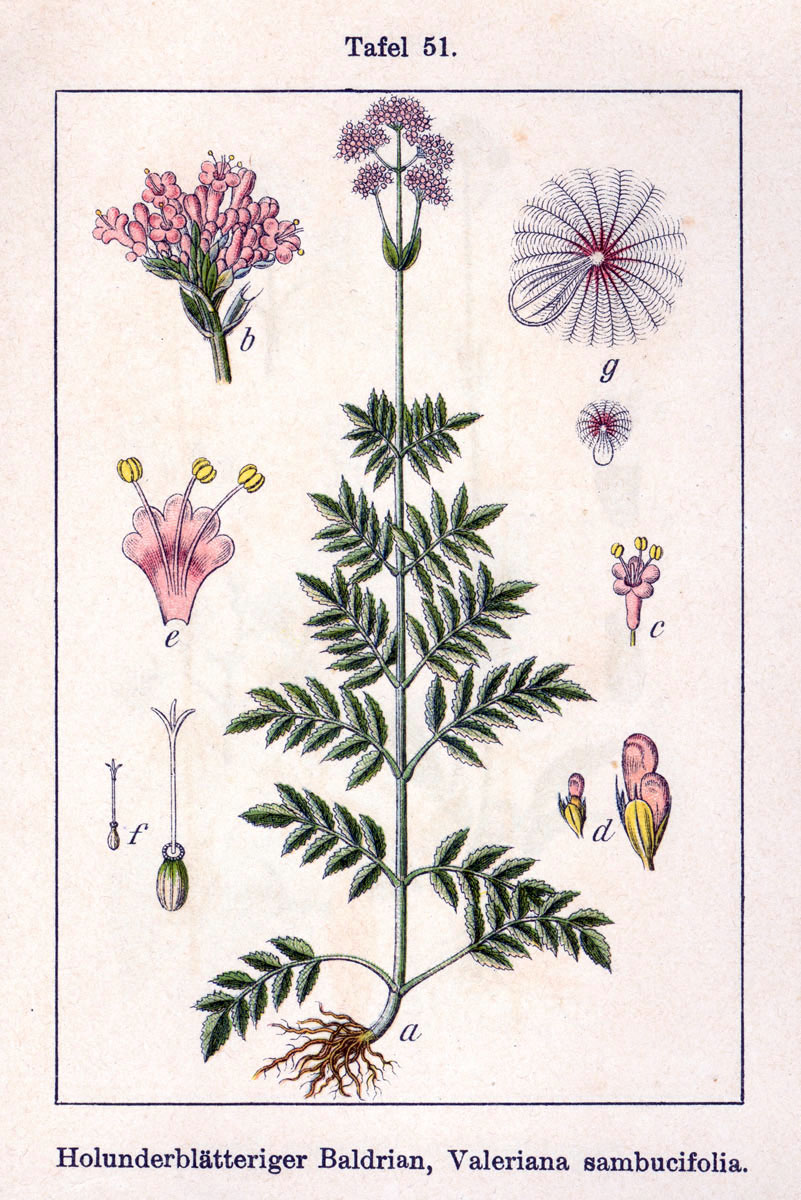
Bodzalevelű macskagyökér (V. sambucifolia)

(V. officinalis L. subsp. sambucifolia (Mikan f.))
Szinoním nevek:
- V. sambucifolia Mikan f.
- V. excelsa Poir.

A tőfajtól tarackoló töve és a kevesebb, de szélesebb levélkék különböztetik meg. A Börzsönyben fordul elő.

#### Keskenylevelű macskagyökér
(V. officinalis subsp. collina (Wallr.) syn. V. collina)
A tőfajtól a szárközépi levelek rövidebb nyele és a növény kisebb termete különbözteti meg.

### Kétlaki macskagyökér
(Valeriana  dioica L.)
A tőlevelek épek, tojásdadok, a páratlanul szárnyasan összetett szárlevelek levélkéi legtöbbször ép szélűek. A növény általában kétlaki. Lápréteken él, májusban virágzik.
|  |  |

### Hármaslevelű macskagyökér
(Valeriana tripteris L.)
A tőlevelek csúcsa kissé hegyes, a levelek széle enyhén fogas. A szár közepe táján a levelek hármasan osztottak, a csúcsi levélke nagyobb a másik kettőnél. Virágzás május-júniusban. Sziklás völgyekben, mohás falakon fordul elő a Pilisben, a Bükk-vidéken és a Zempléni-hegységben. Magyarországon a subsp. austriaca E. Walther.
|  |  |  |

### Éplevelű macskagyökér
(Valeriana  simplicifolia (Rchb.) Kabath)
A fajt az utóbbi években fedezték fel a Bükk-vidéken. Az előző fajtól ép (azaz nem összetett) szárlevelei különböztetik meg, melyeknek széle ép, olykor fogas. Májustól júliusig virágzik.

## Teljes fajlista
- Valeriana acutiloba Rydb.
- Valeriana adscendens Turcz.
- Valeriana aequiloba Clos
- Valeriana agrimonifolia Killip
- Valeriana albonervata B.L. Rob.
- Valeriana alliariifolia Vahl
- Valeriana altaica Sumner
- Valeriana alypifolia Kunth – Ecuadorban endemikus faj
- Valeriana amurensis P. Smirn. ex Kom.
- Valeriana apiifolia A. Gray
- Valeriana arborea Killip & Cuatrec.
- Valeriana arizonica A. Gray
- Valeriana asarifolia Dufr.
- Valeriana asplenifolia Killip
- Valeriana asterothrix Killip – az Andokban endemikus, mérsékelten fenyegetett faj
- Valeriana atacamensis Bors.
- Valeriana baltana Graebn.
- Valeriana bambusicaulis Killip
- Valeriana barbareifolia M. Martens & Galeotti
- Valeriana barbulata Diels
- Valeriana beamanii Barrie
- Valeriana bertiscea Pančić
- Valeriana boliviana Britton
- Valeriana bornmuelleri Pilg.
- Valeriana bracteata Benth.
- Valeriana bracteosa Phil.
- Valeriana bractescens (Hook.) Höck
- Valeriana bridgesii Hook. & Arn.
- Valeriana briquetiana H. Lév.
- Valeriana bryophila Barrie
- Valeriana bulbosa Wedd.
- Valeriana buxifolia F.G. Mey. – az Andok déli részén élő endemikus faj, az IUCN adatbázisában sebezhető fajként szerepel
- Valeriana calcicola Greenm.
- Valeriana californica A. Heller
- Valeriana calvescens Briq.
- Valeriana capensis Thunb.
- Valeriana capitata Pall. ex Link
- Valeriana carnosa Sm.
- Valeriana castellanosii Borsini
- Valeriana catharinensis Graebn.
- Valeriana celtica L.
- Valeriana cephalantha Schltdl.
- Valeriana ceratophylla Kunth
- Valeriana cernua B. Eriksen – az Andok nyugati részén endemikus, sebezhető faj
- Valeriana cerosifolia Xena
- Valeriana chaerophylloides Sm.
- Valeriana chamaedryfolia Cham. & Schltdl.
- Valeriana chiapensis Barrie
- Valeriana chilensis Bors.
- Valeriana ciliata Torr. & A. Gray
- Valeriana clarionifolia Phil.
- Valeriana clematitis Kunth
- Valeriana coarctata Ruiz & Pav.
- Valeriana coleophylla Diels – az Andok délkeleti részén endemikus faj, sebezhető
- Valeriana columbiana Piper
- Valeriana comosa B. Eriksen
- Valeriana condamoana Graebn.
- Valeriana connata Ruiz & Pav.
- Valeriana convallarioides (Schmale) B.B. Larsen
- Valeriana corymbulosa (Wedd.) Cabrera
- Valeriana costata Schmale
- Valeriana crassifolia Kunth
- Valeriana crinii Orph. ex Boiss.
- Valeriana crispa Ruiz & Pav.
- Valeriana cuatrecasasii F.G. Mey.
- Valeriana cucurbitifolia Standl.
- Valeriana cumbemayensis B. Eriksen
- Valeriana daphniflora Hand.-Mazz.
- Valeriana decussata Ruiz & Pav.
- Valeriana deltoidea F.G. Mey.
- Valeriana densa (Wedd.) Höck
- Valeriana densiflora Benth.
- Valeriana diffusa Poepp.
- Valeriana dinorrhiza Graebn.
- Valeriana dioica L. – kétlaki macskagyökér

- V. dioica subsp. simplicifolia (Rchb.) Nyman – (syn. V. simplicifolia) éplevelű macskagyökér; Magyarországon védett

- Valeriana dioscoridis Sm.
- Valeriana dipsacoides Graebn.
- Valeriana dominguensis Urb.
- Valeriana edulis Nutt.
- Valeriana effusa Griseb.
- Valeriana eichleriana Graebn.
- Valeriana elongata Jacq.
- Valeriana emmanuelii Rzed. & Calderón
- Valeriana engleriana Höck
- Valeriana eupatoria Sobral
- Valeriana fauriei Briq.
- Valeriana fedtschenkoi Coincy
- Valeriana ferax Hoeck
- Valeriana ficariifolia Boiss.
- Valeriana flaccidissima Maxim.
- Valeriana flagellifera Bat.
- Valeriana fonkii Phil.
- Valeriana fragilis Clos
- Valeriana glaziovii Taub.
- Valeriana glechomifolia F.G. Mey.
- Valeriana globiflora Ruiz & Pav.
- Valeriana globulariifolia Ramond ex DC.
- Valeriana globularioides Graebn.
- Valeriana globularis A. Gray
- Valeriana graciliceps Clos
- Valeriana granataea Xena
- Valeriana grandifolia Phil.
- Valeriana grisiana Wedd.
- Valeriana grossheimii Vorosch.
- Valeriana hadros Graebn.
- Valeriana hardwickii Wall.
- Valeriana hebecarpa DC.
- Valeriana hengduanensis D.Y. Hong
- Valeriana henrici (Graebn.) B. Eriksen
- Valeriana herrerae Killip
- Valeriana hiemalis Graebn.
- Valeriana hirtella Kunth
- Valeriana hirticalyx L.C. Chiu
- Valeriana hornschuchiana Walp.
- Valeriana humboldtii Hook. & Arn.
- Valeriana hyalinorrhiza Ruiz & Pav.
- Valeriana imbricata Killip
- Valeriana interrupta Ruiz & Pav.
- Valeriana isoetifolia Killip
- Valeriana jasminoides Briq.
- Valeriana jatamansi Jones
- Valeriana johannae Weberl.
- Valeriana karstenii Briq.
- Valeriana kawakamii Hayata
- Valeriana kilimandscharica Engl.
- Valeriana laciniosa M. Martens & Galeotti
- Valeriana lancifolia Hand.-Mazz.
- Valeriana lapathifolia Vahl
- Valeriana laurifolia Kunth
- Valeriana laxiflora DC.
- Valeriana laxissima Standl. & L.O.Williams
- Valeriana ledoides Graebn.
- Valeriana lepidota Clos
- Valeriana leptothyrsa Graebn.
- Valeriana lesueurii Standl.
- Valeriana leucocarpa DC.
- Valeriana longiflora Willk.
- Valeriana macbridei Killip
- Valeriana macrorhiza Poepp. ex DC.
- Valeriana magellanica Hombr. & Jacq. ex Decne.
- Valeriana magna Clos
- Valeriana malvacea Graebn.
- Valeriana mandoniana (Wedd.) Höck
- Valeriana mandonii Britton
- Valeriana mapirensis (Britton) Weberl.
- Valeriana meonantha C.Y. Cheng & H.B. Chen
- Valeriana merxmuelleri W. Seitz
- Valeriana mexicana DC.
- Valeriana microphylla Kunth
- Valeriana micropterina Wedd.
- Valeriana minutiflora Hand.-Mazz.
- Valeriana montana L.
- Valeriana moorei Barrie
- Valeriana muelleri Graebn.
- Valeriana naidae Barrie
- Valeriana nelsonii Greenm.
- Valeriana nigricans Graebn.
- Valeriana nivalis Wedd.
- Valeriana oaxacana Barrie
- Valeriana oblongifolia Ruiz & Pav.
- Valeriana obovata (Nutt.) Roem. & Schult.
- Valeriana obtusifolia DC.
- Valeriana occidentalis A. Heller
- Valeriana officinalis L. – orvosi macskagyökér

- V. officinalis subsp. collina (Wallr.) Nyman – (syn. V. collina Wallr.) keskenylevelű macskagyökér

- Valeriana olenaea Boiss. & Heldr.
- Valeriana oreocharis Phil.
- Valeriana organensis Mueller, C.A.
- Valeriana otomiana Barrie
- Valeriana palmatiloba F.G. Mey.
- Valeriana palmeri A. Gray
- Valeriana paniculata Ruiz & Pav.
- Valeriana papilla Bertero ex DC.
- Valeriana pardoana Graebn.
- Valeriana parvula Killip
- Valeriana pauciflora Michx.
- Valeriana peltata Clos
- Valeriana pennellii Killip
- Valeriana petersenii Weberl. & Reese-Krug
- Valeriana philippiana Briq.
- Valeriana phitosiana Quézel & Contandr.
- Valeriana phu L.
- Valeriana phylicoides (Turcz.) Briq.
- Valeriana pilosa Ruiz & Pav.
- Valeriana pinnatifida Ruiz & Pav.
- Valeriana plantaginea Kunth
- Valeriana plectritoides Graebn.
- Valeriana polemonifolia Phil.
- Valeriana polybotrya Hoeck
- Valeriana polyclada Briq.
- Valeriana polystachya Sm.
- Valeriana potopensis Briq.
- Valeriana prionophylla Standl.
- Valeriana procera Kunth
- Valeriana protenta B. Eriksen
- Valeriana pseudofficinalis C.Y. Cheng & H.B. Chen
- Valeriana psychrophila Briq.
- Valeriana pubicarpa Rydb.
- Valeriana pulchella M.Martens & Galeotti
- Valeriana punctata F.G. Mey.
- Valeriana pycnantha A. Gray
- Valeriana pyramidalis Kunth
- Valeriana pyrenaica L.
- Valeriana pyricarpa Borsini
- Valeriana quadrangularis Kunth
- Valeriana quindiensis Killip
- Valeriana quiroana Xena
- Valeriana radicalis Clos
- Valeriana radicata Graebn.
- Valeriana reitziana Borsini
- Valeriana renifolia Killip
- Valeriana rhodoleuca H.B. Chen & C.Y. Cheng
- Valeriana robertianifolia Briq.
- Valeriana rosaliana F.G.Mey.
- Valeriana rossica P.A. Smirn.
- Valeriana rufescens Killip
- Valeriana rumicoides Wedd.
- Valeriana rusbyi Britton
- Valeriana rzedowskiorum Barrie
- Valeriana salicariifolia Vahl
- Valeriana saliunca All.
- Valeriana sambucifolia Mikan f. – bodzalevelű macskagyökér; Magyarországon védett
- Valeriana samolifolia Bert.
- Valeriana saxatilis L.
- Valeriana scandens L.
- Valeriana scouleri Rydb.
- Valeriana secunda B. Eriksen – az Andok délnyugati részén élő endemikus, veszélyeztetett faj
- Valeriana sedifolia d'Urv.
- Valeriana selerorum Graebner & Loesener
- Valeriana senecioides Phil.
- Valeriana septentrionalis Rydb.
- Valeriana serrata Ruiz & Pav.
- Valeriana sichuanica D.Y. Hong
- Valeriana sisymbriifolia Vahl
- Valeriana sitchensis Bong.
- Valeriana smithii Killip
- Valeriana sorbifolia Kunth
- Valeriana sphaerocarpa Phil.
- Valeriana sphaerocephala Graebn.
- Valeriana sphaerophora Graebn.
- Valeriana spicata (Turcz.) Briq.
- Valeriana spiroflora B.B. Larsen
- Valeriana stenophylla Killip
- Valeriana stenoptera Diels
- Valeriana stricta Clos
- Valeriana stuckertii Briq.
- Valeriana subincisa Benth.
- Valeriana supina Ard.
- Valeriana tachirensis Xena
- Valeriana tafiensis Borsini
- Valeriana tajuvensis Sobral
- Valeriana tanacetifolia F.G. Mey.
- Valeriana tangutica Batalin
- Valeriana tatamana Killip
- Valeriana tessendorffiana Graebn.
- Valeriana texana Steyerm.
- Valeriana tiliifolia Troitzk.
- Valeriana tomentosa Kunth
- Valeriana transjenisensis Kreyer
- Valeriana trichomanes Graebn.
- Valeriana trichostoma Hand.-Mazz.
- Valeriana triphylla Kunth
- Valeriana triplinervis (Turcz.) Briq.
- Valeriana tripteris L. – hármaslevelű macskagyökér; Magyarországon védett
- Valeriana tuberifera Graebn.
- Valeriana tuberosa L.
- Valeriana turczaninovii Grubov
- Valeriana turkestanica Sumn.
- Valeriana tzotzilana Barrie
- Valeriana ulei Graebn.
- Valeriana uliginosa (Torr. & A.Gray) Rydb.
- Valeriana urbanii Phil.
- Valeriana urticifolia Kunth
- Valeriana vaga Clos
- Valeriana vaginata Kunth
- Valeriana valdiviana Phil.
- Valeriana velutina Clos
- Valeriana venezuelana Briq.
- Valeriana verrucosa Schmale
- Valeriana verticillata Clos
- Valeriana vetasana Killip
- Valeriana virescens Clos
- Valeriana virgata Ruiz & Pav.
- Valeriana volkensii Engl.
- Valeriana wallrothii Kreyer
- Valeriana warburgii Graebn.
- Valeriana weberbaueri Graebn.
- Valeriana wolgensis Kazak.
- Valeriana zamoranensis Rzed. & Calderón
- Valeriana zapotecana Barrie

Korábban a nemzetségbe sorolták az Aretiastrum aretioides (Kunth) Graebn. fajt, ami Ecuadorban endemikus.